# Himno a Quinsaloma
El Himno a Quinsaloma es una canción que conmemora la Cantonización de Quinsaloma, declarado himno oficial en el año 2008. 
Fue escrito por Franklin Galarza y ganó el concurso al mejor himno. Esta canción recuerda la belleza y diversidad cultural y natural del cantón, además de hechos importantes en el transcurso de su historia.